# The Jurist (revista)
The Jurist: Studies in Church Law and Ministry ou simplesmente The Jurist é uma revista acadêmica revisada por pares e a única revista publicada nos Estados Unidos dedicada ao estudo e promoção do direito canônico da Igreja Católica. Foi iniciado em 1940  para atender às necessidades acadêmicas e profissionais dos advogados da Igreja Católica. Originalmente se concentrava no direito canônico da Igreja latina, mas passou a incluir também o direito canônico católico oriental.

## História
A primeira edição apareceu em 6 de janeiro de 1941.  As respostas iniciais à revista foram favoráveis, pois foi declarado "Aplaudimos seu desempenho atual e esperamos a melhoria que seu esforço inicial promete e que a maturidade trará"  e "o primeiro número garante a crença de que os estudiosos dos Estados Unidos farão contribuições valiosas para o estudo do direito canônico.". 
Até 1976, a revista era uma publicação trimestral, mas desde então tem sido publicada semestralmente; começando com o volume 71, a revista foi publicada pela Catholic University of America Press para a Escola de Direito Canônico da Universidade Católica da América. O conselho editorial é formado pelo corpo docente da Escola de Direito Canônico da Universidade Católica da América, a única escola desse tipo nos Estados Unidos. A revista é publicada impressa e online no Project MUSE.

## Escopo
Inicialmente, a revista concentrou-se principalmente em questões de direito da igreja latina, tanto em termos de sua história, medieval e moderna, quanto de prática contemporânea. No entanto, nas últimas décadas desde o Concílio Vaticano II, ampliou seus horizontes e público. Pois também explora questões de interesse para teólogos, advogados da Igreja Católica Oriental, advogados civis, planejadores diocesanos e funcionários diocesanos de finanças e pessoal. Edições recentes continham as decisões da Assinatura Apostólica em tradução latina e inglesa.

## Editores
Os editores anteriores incluíram Jerome Daniel Hannan, Frederick R. McManus (1959-1989), James H. Provost, Thomas J. Green e Kurt Martens. O editor atual é William L. Daniel.